# Complejo religioso la Merced

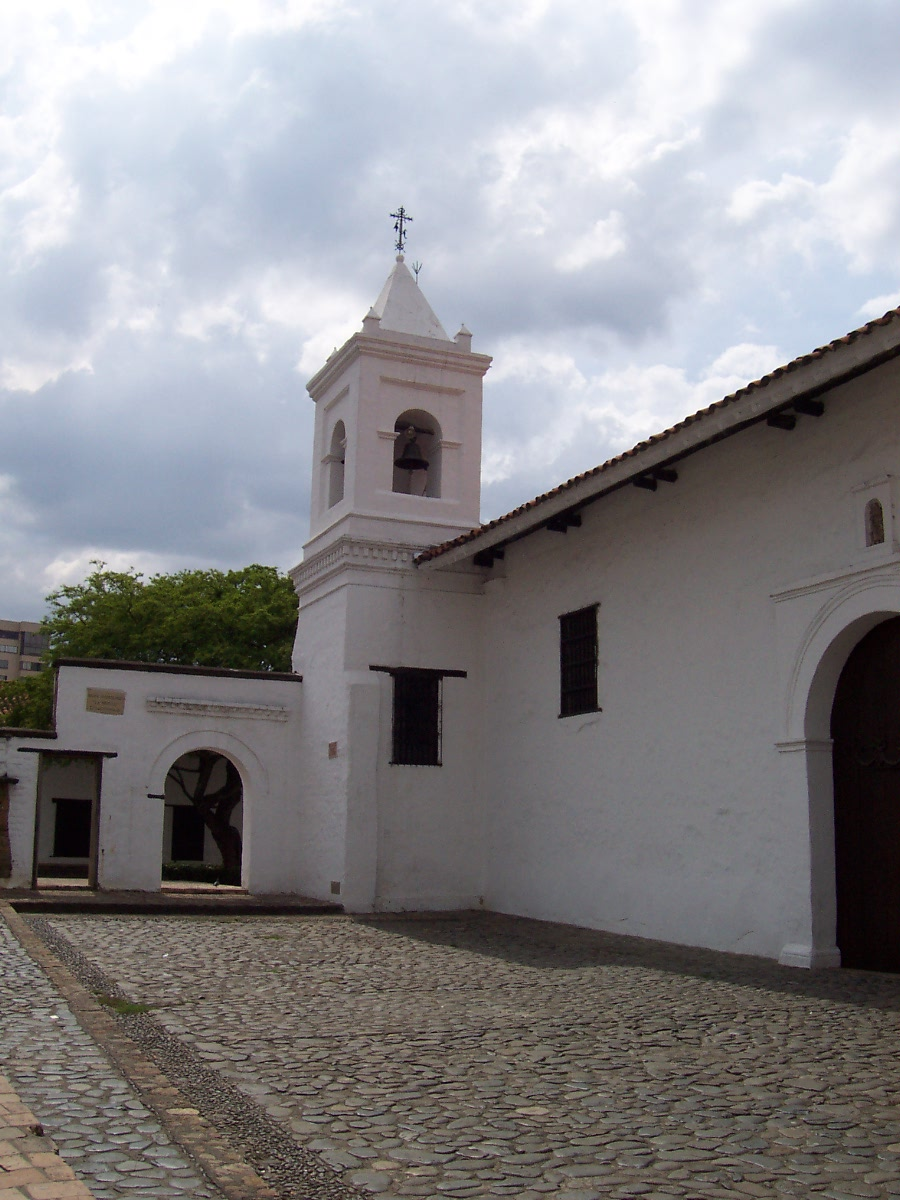
Iglesia La Merced, vista opuesta.

El Complejo la Merced es un complejo religioso ubicado en el lugar de fundación de la ciudad de Santiago de Cali, Colombia. Está conformado por la nave principal de la iglesia dedicada a Nuestra Señora de la Merced (patrona de la ciudad), las capillas auxiliares dedicadas a Nuestra Señora de los Remedios y al Cristo de Letrán, el convento religioso, el museo de arte religioso y el museo arqueológico. En febrero de 1975 el convento fue declarado Monumento Nacional.

## Historia
El 25 de julio de 1536 Sebastián de Belalcázar funda Santiago de Cali, inicialmente establecida al norte de la posición actual cerca de Vijes y Riofrío. Bajo órdenes de Belalcázar el capitán Miguel Muñoz reubicó la ciudad al lugar actual, donde el capellán Fray Santos de Añasco celebró una misa en el lugar hoy ocupado por el Complejo Religioso la Merced.
La capilla de la Virgen de los Remedios data de 1678. La torre y la capilla han sufrido varias restauraciones que les han quitado mucho de la apariencia original. Una de las restauraciones más recordadas sucedió en 1956 cuando la explosión del 7 de agosto de ese mismo año derrumbó el techo de la capilla de la Virgen de los Remedios.
El convento fue ocupado por monjes hasta 1813, año en el que se convirtió en cuartel de las tropas del general Tomás Cipriano de Mosquera. Posteriormente el convento pasó a ser sede de las monjas Agustinas Recoletas.
Consta de tres altares principales; el altar mayor en madera roja con ojilla de oro, estilo netamente colonial, tiene en su parte central la imagen de Nuestra Señora de la Merced patrona principal de Santiago de Cali, las joyas que adornan la imagen de la Virgen y el Niño Dios están elaboradas en oro de 18K y con gemas preciosas; el rosario de la Virgen fue un obsequio de su Santidad el Papa Juan Pablo II durante su visita episcopal a la ciudad en julio de 1986.
Están también en el altar central las imágenes de San Andrés y San Agustín.
La Capilla de Nuestra Señora de los Remedios, cuenta la historia que En 1580, cuarenta y cuatro años después de haber fundado Sebastián de Belalcázar la ciudad de Cali, hoy una de las más prósperas ciudades colombianas, situada entre las cordilleras central y occidental en el Valle del río Cauca, vivía allí el mercedario Padre Miguel de Soto, anciano doctrinero a quien los indios de la región amaban entrañablemente. Poco podía ya salir a buscarlos, debido a sus dolencias, y entonces ellos venían a visitarlo. Tenía en su aposento una imagen de la Virgen del Rosario, iluminada continuamente con una lámpara. Viéndola, uno de los indígenas le dijo que en lo más recóndito de la cordillera había una imagen de la "Reina de la Montaña", en el valle de El Queremal-y por eso la llamaban también " Reina del Quereme"-, regado por los ríos Anchicayá, Dagua y el Raposo, lugar oculto de rara belleza. 
Llevado por los mismos indígenas, el Padre Miguel fue a comprobar lo que le decían. Y en un nicho tallado en la roca por la naturaleza, vio una estatua de la Virgen María "de pedernal blanco, tan fino y duro, que despide chispa al menor contacto del eslabón. Constan Madre y Niño de una sola pieza, que mide más de un metro de altura, con el grosor proporcionado, pesa 25 arrobas, el vestido es túnica y manto, como se suele pintar comúnmente la Santísima Virgen; la expresión de su rostro es tan perfecta que es imposible definirla; sus dulcísimos ojos miran al cielo en actitud suplicante...Estrecha contra su pecho al Niño, fruto de... su vientre, quien con la mano derecha toca el cuello de la Madre y con la izquierda empuña una fruta, parece ser una granada". 
Soto determinó de inmediato trasladarla a Cali, a su convento mercedario. Se valió para ello de los muchos indios a quienes adoctrinaban. Cuentan las crónicas que la noche misma del traslado a Cali, la imagen desapareció y regresó al agreste sitio de donde con tantos trabajos la habían traído, mas finalmente fue colocada en la iglesia de la Merced, hasta cuando se le construyó su propio altar; la imagen es custodiada por dos indígenas tallados en madera y que rodilla en tierra veneran a la virgen. Inicialmente la invocaban como a Nuestra del Rosario, hoy, debido a multitud de curaciones que ha prodigado a sus devotos enfermos, la veneran con la advocación de Nuestra Señora de los Remedios, Patrona Principal de la Arquidiócesis de Cali.
La tercera Capilla al lado derecho es la Capilla de San Juan de Letrán, en cuyo nicho la imagen del Cristo de Letrán, talla en madera de tamaño natural, es muy venerada por los caleños, ya que la iglesia concede indulgencias a todo aquel que ore a sus pies.
Otro de los altares importantes es el que guarda la imagen del Santo Ecce Homo, obra antiquísima de la escuela quiteña.
En general los pisos y altares en piedra sin pulir son una muestra clásica de la arquitectura colonial al momento de la conquista, es además el templo o construcción más antigua de la ciudad.

## Museo Arqueológico

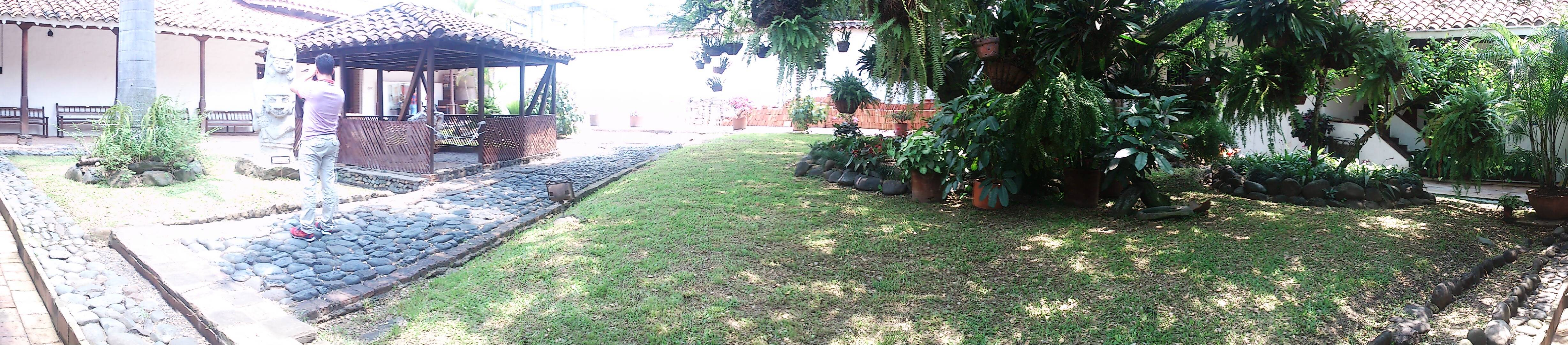
Interior del museo arqueológico.

Aunque es parte del Complejo Religioso, funciona de manera autónoma auspiciado por el Banco Popular. Se exponen muestra de cerámica de culturas prehispánico del sur occidente colombiano: Tolima, Quimbaya, Calima, Tierradentro, San Agustín, Tumaco y Nariño.